# Imbrasia lucida
Imbrasia lucida är en fjärilsart som beskrevs av Rothschild 1907. Imbrasia lucida ingår i släktet Imbrasia och familjen påfågelsspinnare. Inga underarter finns listade i Catalogue of Life.